# Ryszard Otręba
Ryszard Otręba (ur. 28 lutego 1932 w Suszcu koło Pszczyny) – polski artysta grafik, pedagog i wykładowca. Zajmuje się wzornictwem przemysłowym, projektowaniem graficznym, rysunkiem, grafiką artystyczną – pracuje w technice gipsorytu i druku cyfrowego.

## Życiorys
W czasie wojny w obozie zagłady w Oświęcimiu zginął ojciec Ryszarda Otręby, jego dwóch braci i szwagier. Po wojnie wychowywał się u rodziny, potem, do momentu ukończenia Liceum Technik Plastycznych w Bielsku-Białej, przebywał w domu dziecka w Bielsku-Białej (1949-53). W tym samym roku rozpoczął studia w Akademii Sztuk Pięknych w Krakowie na Wydziale Architektury Wnętrz (1953-1959). W roku 1956 dodatkowo zajął się studiami graficznymi w pracowni prof. Mieczysława Wejmana. Po studiach został pracownikiem naukowym Akademii Sztuk Pięknych, pracował także projektując formy przemysłowe. W 1966 wyjechał na roczne stypendium do Pratt Institute w Nowym Jorku. 

## Twórczość
W swojej twórczości graficznej wcześnie zaczął poruszać tematy martyrologiczne, związane z oświęcimskim obozem (Oświęcimski Dzień Zaduszny). Buduje abstrakcyjne geometryczne kompozycje, przeważnie czarno-białe, ale sięga również po kolor. 
Jego prace znalazły się m.in. w Muzeum Guggenheima, Museum of Modern Art w Nowym Jorku, Bibliotece Kongresu Stanów Zjednoczonych i Instytucie Smithsona w Waszyngtonie, w Philadelphia Museum of Art, w Museum of Fine Arts w Bostonie i w The Art Institute of Chicago. Weszły także w skład stałych ekspozycji w muzeach europejskich, m.in. National Museum w Sztokholmie, Francuska Biblioteka Narodowa w Paryżu, Tate Gallery i Muzeum Wiktorii i Alberta w Londynie, Australian National Gallery, National Museum of Modern Art w Tokio, Albertina w Wiedniu. W Polsce można zobaczyć jego twórczość w Muzeach Narodowych (w Krakowie, Warszawie, Poznaniu, Gdańsku, Szczecinie), Muzeum Sztuki w Łodzi, Muzeum Architektury we Wrocławiu, Muzeum Śląskim w Katowicach, Muzeum Śląskim we Wrocławiu, w zbiorach Biblioteki Narodowej w Warszawie i innych.

## Wystawy
- 2007: Manggha, Ryszard Otręba. Strefa ciszy. Grafiki z lat 1967-2007.

## Nagrody i odznaczenia
- 1993: Krzyżem Oficerskim Orderu Odrodzenia Polski za wybitne zasługi dla kultury polskiej[2]
- 2007: Nagroda Miasta Krakowa za całokształt twórczości artystycznej
- 2008: Srebrny Medal „Zasłużony Kulturze Gloria Artis”[3]

W 2002 został członkiem czynnym Polskiej Akademii Umiejętności.